# Alchemilla transiens
Alchemilla transiens är en rosväxtart som först beskrevs av Robert Buser, och fick sitt nu gällande namn av Robert Buser. Alchemilla transiens ingår i släktet daggkåpor, och familjen rosväxter. Inga underarter finns listade i Catalogue of Life.